# 格拉斯卡克縣 (喬治亞州)
格拉斯卡克縣（英語：Glascock County）是美國喬治亞州東部的一個縣。面積374平方公里。根據美國2000年人口普查，共有人口2,556人。縣治吉普森（Gibson）。
成立於1857年12月19日。本縣紀念聯邦眾議員湯瑪斯·格拉斯卡克（Thomas Glascock）。